# Форт Монро

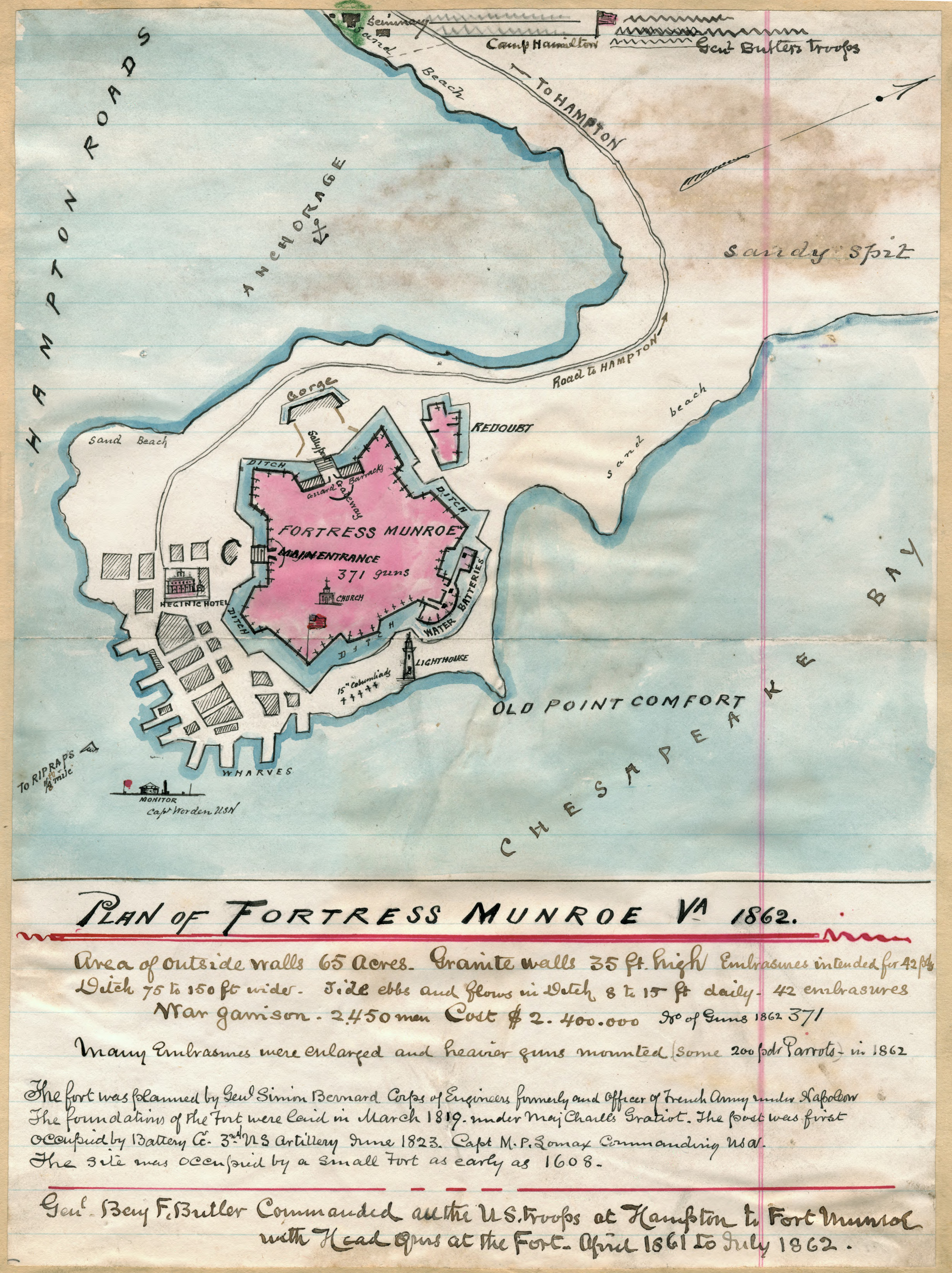
План форта Монро, составленный в 1862 году Робертом Ноксом Сведеном

Форт Монро́ (англ. Fort Monroe) — долговременное фортификационное сооружение, расположенное в Хэмптоне (Виргиния, США) и ранее входившее в комплекс береговой обороны Чесапикского залива. Считается крупнейшим по площади фортом, когда-либо построенным на территории США.

## Предназначение
Форт Монро и форт Вул, расположенный на о-ве Рип-Рэп близ устья пролива Хэмптон-Роудс, были построены для защиты судоходного канала, соединяющего Хэмптон-Роудс и Чесапикский залив. Форт Монро прикрывал подступы к Вашингтону и Балтимору, а также к корабельным верфям и военно-морским базам в окрестностях Хэмптон-Роудс.

## Предыстория

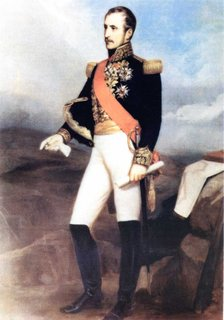
Симон Бернар

В 1607 году мыс Олд-Пойнт-Комфорт стал одним из мест, где высаживались на берег английские колонисты. Переселенцы сразу поняли стратегическое значение мыса, а капитан Джон Смит охарактеризовал его как «остров, подходящий для [строительства] замка». В 1609 году, опасаясь нападения испанцев или индейцев из Поухатанской конфедерации, колонисты построили на мысе укрепление, которое получило название форт Алджернон (англ. Fort Algernon, староанглийское написание Fort Algernourne). В 1611 году испанский шпион доносил, что форт вооружён четырьмя орудиями, а его гарнизон насчитывает 25 человек. В 1614 году количество пушек увеличилось до 7, а численность гарнизона до 50. В 1622 году форт был разоружён и оставлен.
В 1632 году на мысе было построено новое укрепление (название не сохранилось). Оно было покинуто в 1665 году, а в 1667 году ураган разрушил его остатки.
В 1727 году по инициативе губернатора Виргинии Уильяма Гуча и Палаты бюргеров был построен форт Георг на 20 орудий, однако в 1749 году его разрушил ураган. По некоторым сведениям, форт был восстановлен в 1755-1756 годах и вооружён 25 орудиями.
В 1781 году во время сражения за Йорктаун британские войска установили на мысе несколько батарей.
В 1803 году на мысе построили маяк. С началом наполеоновских войн в Европе американский конгресс выделил деньги на строительство укрепления на мысе, однако занявший пост президента Томас Джефферсон счел проект слишком дорогостоящим и отменил его. Во время англо-американской войны 1812 года британский флот смог беспрепятственно войти в Хэмптон-Роудс и Чесапикский залив, не защищенные береговыми укреплениями, и сжег несколько городов и поселков на берегу залива, в том числе Вашингтон. В результате этого национального унижения по окончании боевых действий Конгресс создал комитет, которому было поручено разработать наиболее эффективные средства защиты побережья (т. н. «Третья система»). Председателем комитета был назначен бригадный генерал Симон Бернар, выдающийся французский инженер и бывший адъютант Наполеона. В частности, вернулись к идее об укреплении мыса Олд-Пойнт-Комфорт.

## Строительство
Комитет во главе с Бернаром рекомендовал создать военно-морскую базу на реке Джеймс и защитить ее со стороны океана двумя фортами — на мысе Олд-Пойн-Комфорт и на отмели Рип-Рэп, — которые могли бы взаимно поддерживать друг друга огнем, и соединить их плавучим заграждением в виде плотов из бревен. В 1817 году генерал Бернар лично разработал эскизы обоих укреплений, а его помощник капитан Уильям Пуссен (фр. William Pussin) составил на их основе чертежи. 21 апреля того же года для организации доставки строительных материалов на мыс Олд-Пойнт-Комфорт прибыл полковник Уолтер Армистед (англ. Walter Armistead). Первоначально планировали использовать камень с реки Йорк, но в конечном итоге остановились на камне с реки Потомак. Для выгрузки стройматериалов 1 августа 1818 года под руководством лейтенанта Джеймса Мориса (англ. James Maurice) начали строить деревянную пристань, рассчитанную на три судна. Начальником строительства форта назначили майора Чарльза Гратиота, и работы начались 1 марта 1819 года. В помощь Гратиоту были присланы суперинтендант Рене Эдвард Дерусси (англ. Rene Edward Derussy), капитан Эндрю Тэлкотт и помощник инженера Роберт Ли.

Главные ворота форта в 1930-х годах

Пороховой погреб, последняя сохранившаяся часть Водяной батареи

Предполагалось, что форт, названный в честь президента Джеймса Монро, станет крупнейшим в США укреплением из кирпича, окруженным рвом. Площадь форта составила 63 акра, периметр обводов больше мили. Ров глубиной 8 футов заполнялся водой через шлюзы из протока Милл-крик, его ширина менялась от 60 футов у Потайных ворот (англ. Postern gate) до 150 футов у Главных ворот (англ. Main gate). Укрепление имело неправильную форму и состояло из семи бастионных фронтов. Основная огневая мощь была сосредоточена на Первом, Втором, Третьем и Четвертом фронтах, которые защищали подступы к Хэмптон-Роудс. В первых трех фронтах помимо барбетов на гребне куртины были устроены казематы в толще вала. В Четвертом фронте, обращенном к Чесапикскому заливу, казематов не было, однако впереди него была построена Водяная батарея (англ. Water Battery) на 40 орудий. Куртины Пятого, Шестого и Седьмого фронтов были сплошными, с барбетами на гребнях. Пятый фронт защищал подступы к форту со стороны суши. Пятый и Шестой фронты были дополнительно усилены реданом и редутом. Внутрь форта вели четверо ворот: Главные (с запада), Потайные (с юго-запада), Восточные и Северные. У всех ворот через ров были переброшены мосты.
Первоначально форт был рассчитан на 380 орудий, но впоследствии их число было увеличено до 412. Калибр орудий варьировался от 24-фунтовых гаубиц на фланках бастионов до 42-фунтовых пушек на Водяной батарее. Гарнизон форта должен был насчитывать 2625 солдат и офицеров в военное время и 600 в мирное.
Строительство форта продвигалось быстро. На работах были задействованы рабы, наемные рабочие, а после 1820 года и военные преступники, приговоренные к исправительным работам. Весной 1820 года 3/4 запланированных работ было завершено.
25 июля 1823 года в форт прибыло первое подразделение гарнизона, рота G 3-го артиллерийского полка США под командованием капитана Манна Ломакса (англ. Mann Lomax). Её задачей было охранять заключенных, трудившихся на строительстве укреплений. Весной 1824 года прибыли еще 10 артиллерийских рот, которые вошли в состав Учебного артиллерийского корпуса (англ. Artillery Corps of Instruction) под командованием бригадного генерала Джона Роджерса Фенвика. К 1825 году гарнизон форта стал самым многочисленным в США.
В дальнейшем корпус был преобразован в Практическую артиллерийскую школу (англ. Artillery School of Practice) — первую в армии США школу специалистов, — которую возглавил полковник Абрахам Юстис (англ. Abraham Eustis) из 4-го артиллерийского полка США. Лабораторный класс школы, в котором офицеров обучали обращению с порохом, постепенно вырос в арсенал, который к 1834 году стал пятым по величине в Соединённых Штатах и насчитывал 39 сотрудников. Арсенал специализировался на изготовлении боеприпасов и лафетов для орудий береговой обороны.
С 1830 по 1861 год на мысе действовал армейский артиллерийский испытательный полигон, впоследствии перемещенный в форт Хэнкок на полуострове Санди-Хук в штате Нью-Джерси.
Проведенная в 1835 году бригадным генералом Джоном Вулом инспекция показала, что на форте установлено лишь 35 тяжелых орудий. В 1836 году Военный департамент США подсчитал, что вооружение форта дополнительным 301 орудием обойдется казне в 500 тыс. долларов, при этом общее количество орудий будет на 100 стволов меньше проектного. В конечном счете проектное количество орудий в форте так никогда и не было достигнуто.

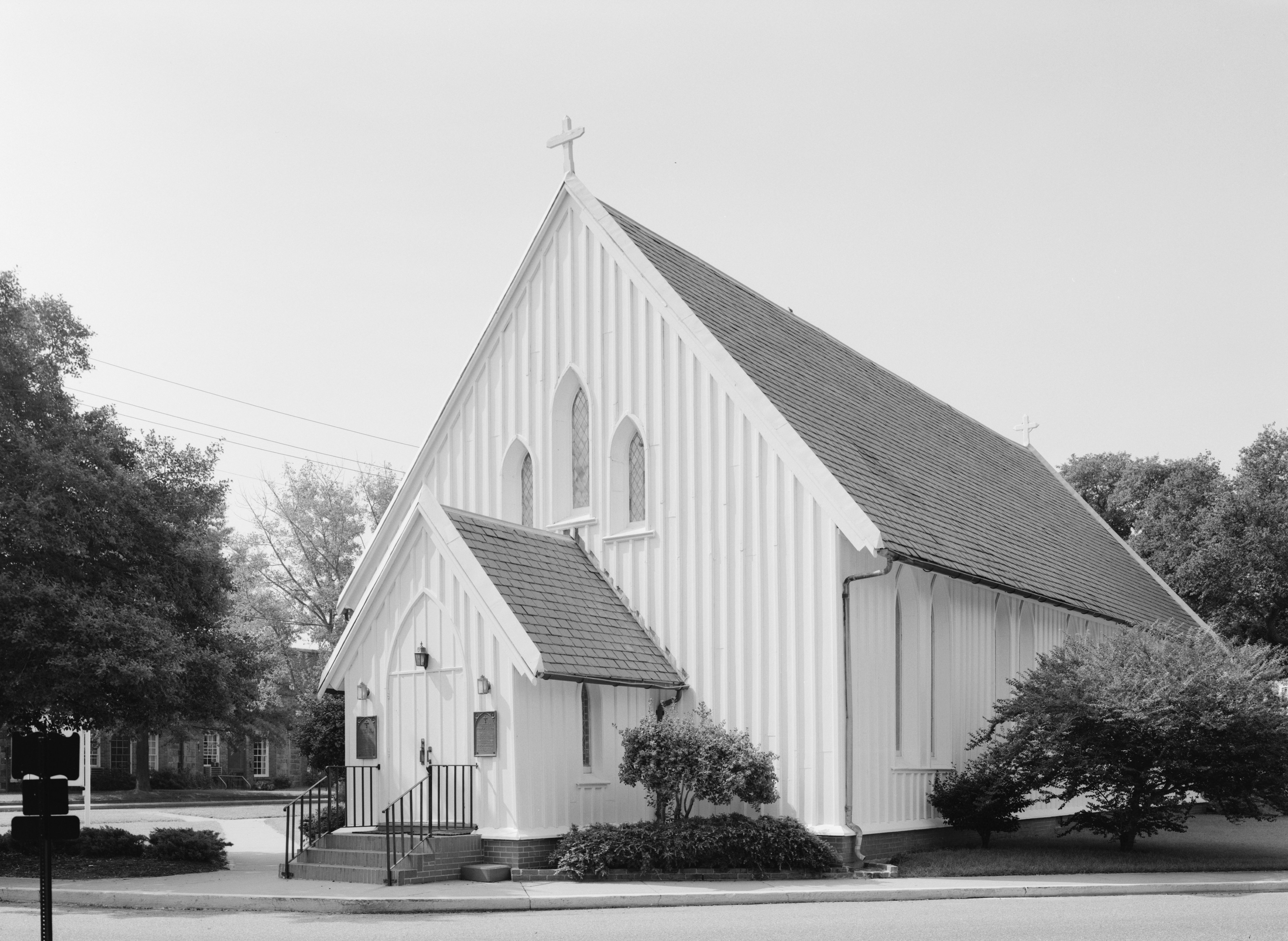
Часовня сотника

22 июня 1855 года в лаборатории арсенала форта Монро произошел мощный взрыв. Техник Фрэнсис Найт погиб на месте, техник Генри Шеффис умер три дня спустя. В живых, несмотря на тяжёлые ожоги, остался только лейтенант Джулиан Макаллистер. Он был уверен, что остался в живых только благодаря вмешательству Провидения. В благодарность за спасение он оплатил постройку на территории форта так называемой Часовни сотника. Руководил строительством комендант форта полковник Харви Браун, агентом и прорабом был капитан Александр Дайер.
3 мая 1858 года Часовню сотника, открытую для богослужений всех конфессий, освятил викарный епископ Виргинской епархии епископальной церкви Джон Джонс.
В 1860 году на мысе была построена еще одна часовня, римско-католическая, освященная во имя Девы Марии и получившая название «церковь св. Марии Морской».
Строительство форта было завершено в 1860 году.

## Участие в боевых действиях в 1820-1860 годах
Благодаря своему удобному расположению в устье Хэмптон-Роудс форт служил местом сбора, обучения и отправки войск, мобилизованных для участия в различных военных конфликтах: Семинольских войнах, восстании Ната Тёрнера, войне Черного Ястреба, Мексиканской войне.
В разное время в форте служили известные военачальники Гражданской войны, в том числе Роберт Ли (его старший сын Джордж Вашингтон Кастис Ли родился в форте), Джозеф Джонстон, Джубал Эрли, Джон Дикс и Роберт Андерсон.

## Гражданская война
После начала Гражданской войны форт остался в руках Союза. К маю 1861 года он стал штаб-квартирой Виргинского отдела, командующим которым был назначен генерал-майор Бенджамен Франклин Батлер. Для обстрела расположенных на южном берегу Хэмптон-Роудс позиций конфедератов вооружение форта было усилено крупнокалиберными пушками: 24-фунтовым нарезным орудием Сойера, 12-дюймовым нарезным «Союзным» орудием и 15-дюймовой гладкоствольной пушкой Родмана. Летом 1861 года для наблюдения за противником федеральные войска использовали воздушные шары.
7 августа 1861 года генерала Батлера сменил генерал-майор Джон Эллис Вуд, который предпринял шаги к тому, чтобы Североатлантическая блокадная эскадра (англ. Atlantic Blockading Squadron) могла использовать прекрасную якорную стоянку Хэмптон-Роудс. Этот рейд стал отправной точкой для целого ряда десантных операций федеральных войск.

## Работорговля

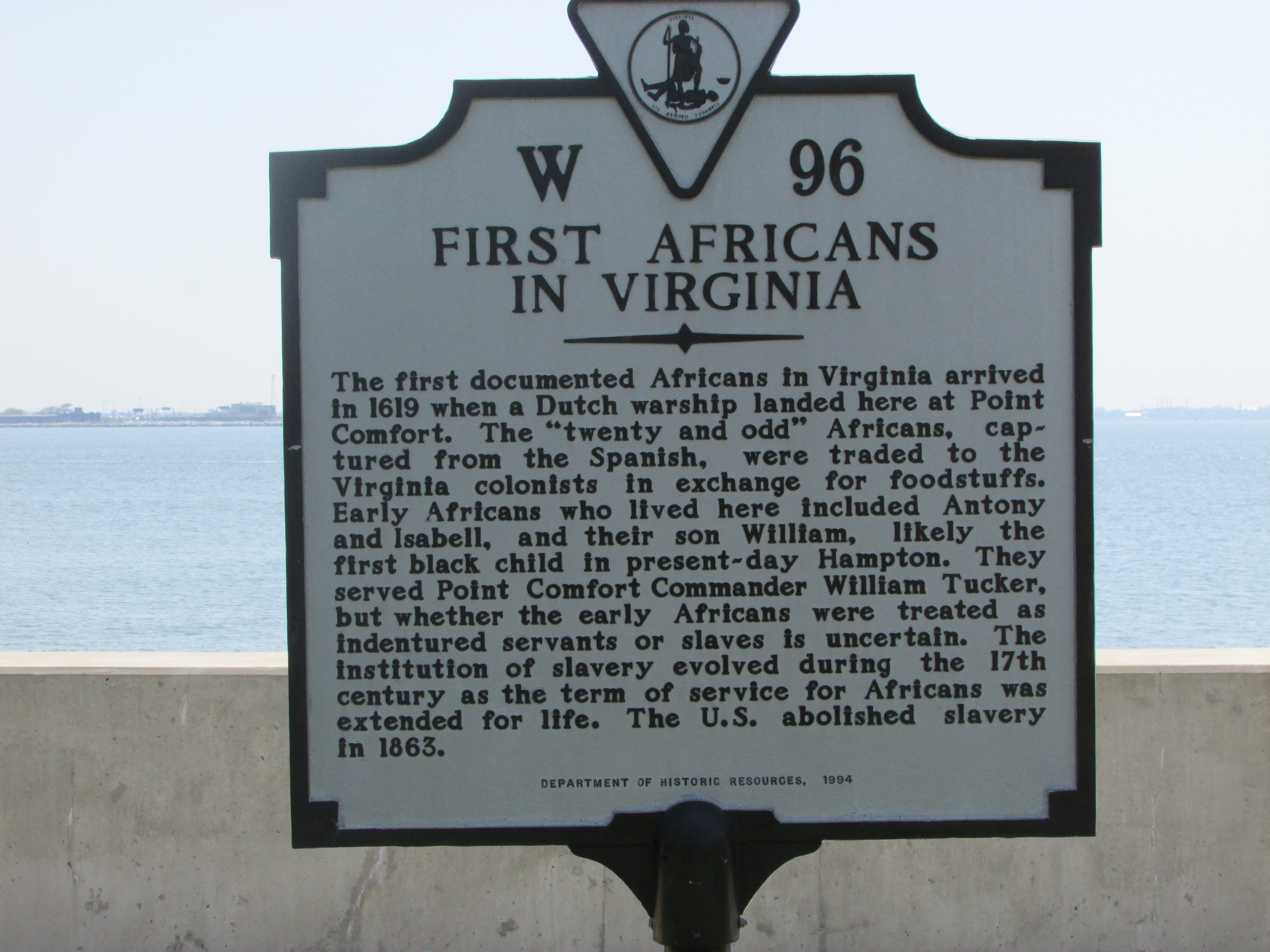
Памятный знак на месте высадки первых рабов в 1619 году

В конце августа 1619 года к берегу мыса Олд-Пойн-Комфорт подошёл 160-тонный британский приватир White Lion под командованием капитана Джона Джоупа (англ. John Jope) с двумя десятками африканских невольников на борту. Джоуп отдал рабов губернатору и местным фермерам в обмен на припасы для судна.
Считается, что с высадки на берег этой группы чернокожих рабов, захваченных в королевстве Ндонго (нынешняя Ангола), началась история рабовладения в Соединённых Штатах Америки.
23 мая 1861 года генерал Батлер послал вооружённый отряд, чтобы разогнать сторонников отделения Виргинии. Во время стычки к северянам перебежали трое рабов. Батлер решил не возвращать беглых невольников хозяевам, сочтя, что отделение Виргинии от Союза аннулировало Акт о беглых рабах 1850 года. Он объявил беглецов «военной контрабандой» и зачислил в гарнизон форта Монро. Принятый Конгрессом 6 августа Первый акт о конфискации, согласно которому любой раб, используемый для ведения боевых действий против Союза, мог быть конфискован, юридически оправдал действия Батлера. В результате форт Монро приобрел среди невольников репутацию «крепости свободы».

## Гостиница «Гигея»

Гостиница «Гигея» в 1902 году

В начале строительства форта возникла потребность в жилых помещениях для размещения строителей, инженеров и подрядчиков. Армия США разрешила группе инвесторов во главе с Маршаллом Парксом построить на мысе Олд-Пойнт-Комфорт к юго-западу от форта (между мостами, ведущими к Главным и Потайным воротам) гостиницу. В 1822 году гостиница была построена и получила название «Гигея» (англ. Hygeia) в честь греческой богини здоровья. Со временем она стала одним из лучших американских отелей, превратив Олд-Пойнт-Комфорт в популярный курорт. Президенты Эндрю Джексон и Джон Тайлер использовали её в качестве летней резиденции. На веранде гостиницы состоялось последнее публичное выступление Эдгара Аллана По.